# Eusebio Ignacio Hernández Sola

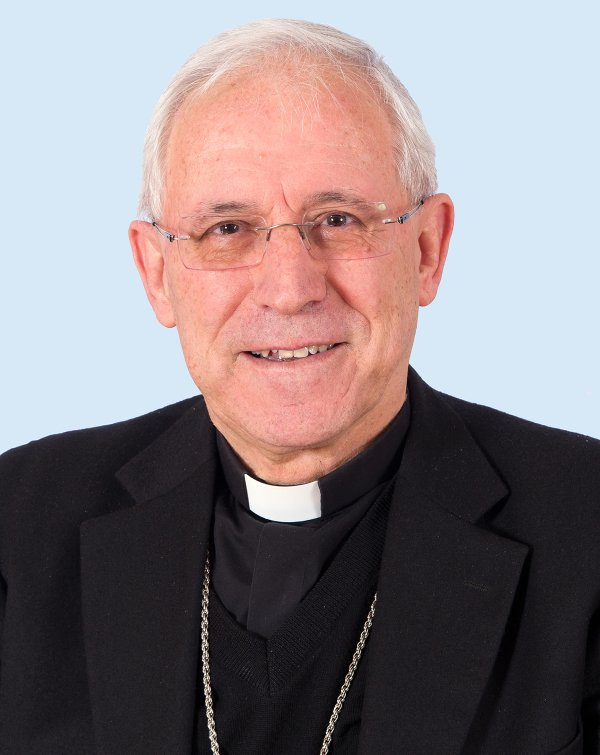
Bischof Eusebio Ignacio Hernández Sola

Bischofswappen von Eusebio Hernandez Sola

Eusebio Ignacio Hernández Sola OAR (* 29. Juli 1944 in Cárcar, Navarra, Spanien) ist ein spanischer Ordensgeistlicher und emeritierter römisch-katholischer Bischof von Tarazona.

## Leben
Eusebio Ignacio Hernández Sola trat der Ordensgemeinschaft der Augustiner-Rekollekten am 30. August 1964 bei, legte die Profess am 30. August 1967 ab und empfing am 7. Juli 1968 die Priesterweihe.
Papst Benedikt XVI. ernannte ihn am 29. Januar 2011 zum Bischof von Tarazona. Der Sekretär der Kongregation für die Bischöfe und des Kardinalskollegiums, Erzbischof Manuel Monteiro de Castro, spendete ihm am 19. März desselben Jahres die Bischofsweihe; Mitkonsekratoren waren Francisco Kardinal Alvarez Martínez, Alterzbischof von Toledo, und Erzbischof Renzo Fratini, Apostolischer Nuntius in Spanien und Andorra. Als Wahlspruch wählte er Caritas in veritate.
Papst Franziskus nahm am 28. Juni 2022 seinen altersbedingten Rücktritt an.
Eusebio Ignacio Hernández Sola ist Großoffizier des Ritterordens vom Heiligen Grab zu Jerusalem und Prior der Ordensprovinz von Aragón.